# Vittorino Veronese
Vittorino Veronese (1910-1986) va ser un advocat italià, Director General de la UNESCO entre 1958 i 1961. Advocat, va treballar en el sector de la banca. Membre de la taula executiva de la UNESCO entre 1952 i 1956 i president de la taula de 1956 a 1958, va ser nomenat Director General el 1958 encara que va dimitir el 1961 per motius de salut.